# Psammoecus raffrayi
Psammoecus raffrayi is een keversoort uit de familie spitshalskevers (Silvanidae). De wetenschappelijke naam van de soort werd in 1919 gepubliceerd door Antoine Henri Grouvelle.